# Королевство Литва

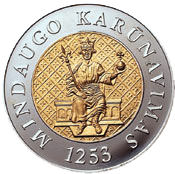
Литовская монета «Коронация Миндовга». 2003 г.

Королевство Литва — статус, который получило Великое княжество Литовское в середине XIII века в результате католического крещения великого князя Миндовга и получения им титула короля Литвы.

## Королевства

### При Миндовге

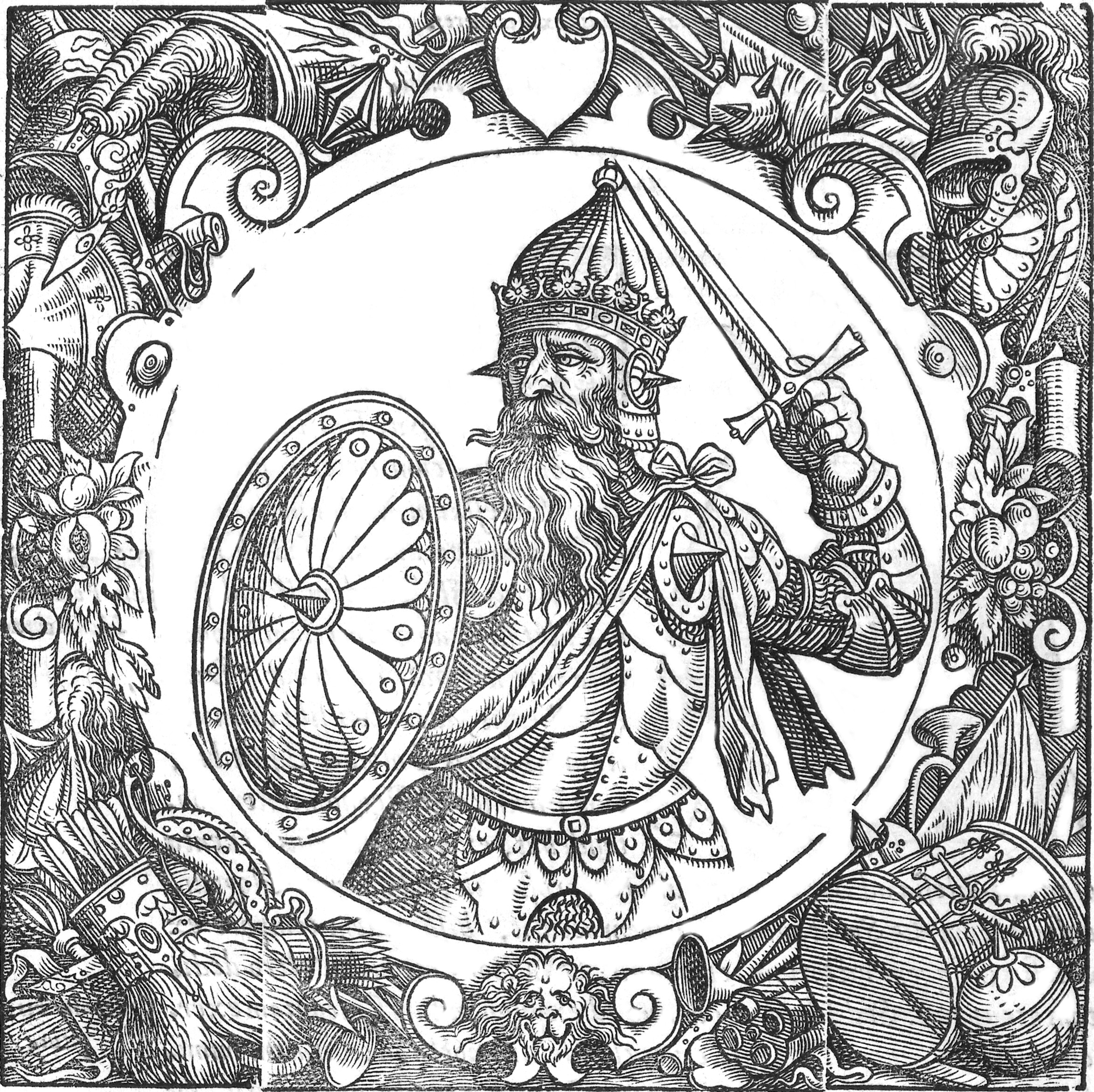
Миндовг, образ князя, созданный в XVI веке

Статус королевства был придан Великому княжеству Литовскому папой Иннокентием IV, после чего он объявил Литву достоянием престола Святого Петра, и в 1253 году первый официальный Кульмский епископ Хейденрик (Генрих) провёл коронацию.
Перед своею гибелью (1263 год)  Миндовг I вернулся к язычеству, что лишало его права считаться христианским монархом — и Литва, согласно тогдашним западноевропейским законодательным нормам, формально утратила статус королевства. Это, однако, не мешало великим князьям литовским и дальше часто именовать себя на латыни «rex» («король»); называли их королями и в русских былинах.

### Попытка создать королевство в XV веке
В истории также известна попытка великого князя Витовта (правил в 1392—1430) получить королевскую корону. Король Германии (римский король), будущий правитель Священной Римской империи Сигизмунд уже отправил Витовту корону и знаки королевского достоинства. Поляки, считавшие, что если Литва станет королевством, то будет потеряна для Польши, перехватили императорских послов, едущих через польскую территорию, и забрали корону. Затем Сигизмунд объявил, что он имеет право причислить Витовта к особам королевского достоинства, предложив короноваться самому короной, сделанной в Вильне. Витовт колебался. 27 октября 1430 года великий князь умер в Троках, так и не успев стать королём.

### 1918 год

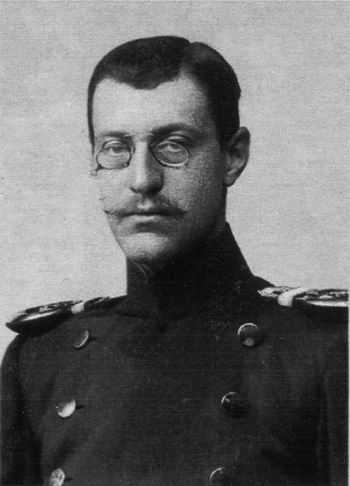
Вильгельм фон Урах

Королевство Литва — официально существовавшая в период с 11 июля по 2 ноября 1918 года форма государственного устройства этнических литовцев. Литовская Тариба приняла постановление о провозглашении Литвы конституционной монархией. На королевский престол решено было пригласить немецкого принца и военного Вильгельма фон Ураха, который должен был короноваться под тронным именем Миндаугас (Миндовг) II. После долгих споров в правительстве 2 ноября 1918 года приглашение Вильгельму было отозвано, а монархия упразднена.